# May Pang
May Fung Yee Pang, född 24 oktober 1950 i Manhattan i New York, är en amerikansk före detta skivbolagsperson. Hon arbetade för John Lennon och Yoko Ono som personlig assistent och produktionskoordinator. När Lennon och Ono separerade 1973 inledde Pang och Lennon en relation som varade i över 18 månader. Lennon hänvisade senare till den här tiden som sin "Lost Weekend." Pang skrev därefter två böcker om deras förhållande – en memoarbok vid namn Loving John (Warner, 1983) och en bok med fotografier, Instamatic Karma (St. Martin's Press, 2008).
Pang var gift med producenten Tony Visconti från 1989 till 2000 och har två barn.

## Tidiga år
Pang föddes på Manhattan i New York som dotter till kinesiska immigranter. Hon växte upp i New Yorks Spanish Harlem tillsammans med en äldre syster och en adoptivbror, som båda är födda i Kina. Pangs mor hade ett tvätteri i området. Familjen Pang lämnade Harlem när hyreshusen där de bodde skulle rivas och flyttade till en lägenhet nära 97th Street och 3rd Avenue på Manhattan.
Efter examen från Saint Michael Academy gick Pang i New York City Community College. Hon ville arbeta som modell, men modellagenturerna sa till henne att hon var för "etnisk". Pang jobbade även med att sälja in låtar till artister. 1970 började hon arbeta  som receptionist på ABKCO Records, Allen Kleins ledningskontor i New York, som vid den tiden representerade Apple Records och tre före detta Beatlesmedlemmar: Lennon, George Harrison och Ringo Starr.
I december 1970 ombads Pang att hjälpa Lennon och Ono med deras avantgardefilmprojekt, Up Your Legs Forever och Fly. Hon blev sedan parets sekreterare och hushållsarbetare/varubud i New York och Storbritannien, vilket ledde till ett fast jobb som deras personliga assistent när de flyttade från London till New York 1971. Pang samordnade en konstutställning i Syracuse, New York, den 9 oktober 1971, för Onos utställning This Is Not Here på Everson Museum. Onos utställning sammanföll med Lennons 31-årsdag, och en fest hölls på Hotel Syracuse, där Ringo Starr, Phil Spector och Elliot Mintz deltog.

## "Lost Weekend"
Lennon befann sig i den period av sitt liv som han senare skulle referera till som sin "Lost weekend", med hänvisning till filmen och romanen med samma namn medan han hade ett förhållande till Pang.
I mitten av 1973 arbetade Pang med inspelningen av Lennons album Mind Games. Lennon och Ono hade äktenskapsproblem och bestämde sig för att separera, och Ono föreslog att Pang skulle bli Lennons partner. Ono förklarade att hon och Lennon inte kom överens, hade problem och växt från varandra, och uppmanade Lennon att träffa andra kvinnor. Hon påpekade att han hade sagt att han tyckte att Pang var sexuellt attraktiv. Pang, som gått i katolsk skola, svarade att hon aldrig kunde börja en relation med Lennon eftersom han var hennes arbetsgivare och gift. Ono ignorerade Pangs protester och sa att hon skulle ordna allt. Ono bekräftade senare denna konversation i en intervju. I oktober 1973 reste Lennon och Pang  till Los Angeles för att marknadsföra Mind Games och bestämde sig för att stanna ett tag och bo hemma hos vänner.

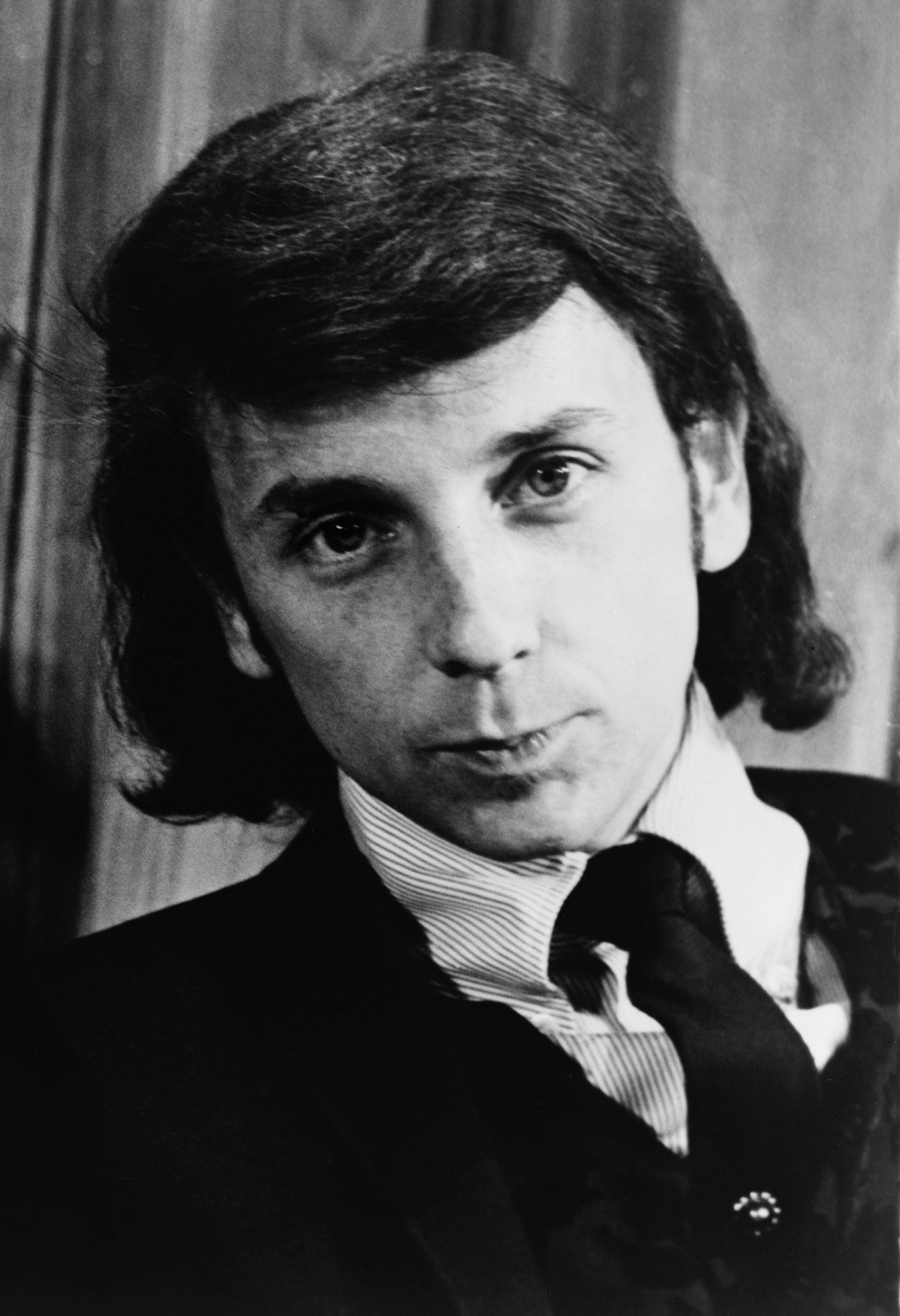
Phil Spector

1971 när Lennon och Ono arbetade med albumet Imagine, fick de kontakt med producenten Phil Spector. Enligt Lennon var det troligen deras manager Allen Klein som föreslog Spector, som tidigare haft ett framgångsrikt samarbete med Tina Turner. Ono protesterade mot samarbetet med Spector, då de arbetade ihop med många talangfulla musiker och deras sätt att vara kunde skapa konflikter, eftersom Spector var ökänd för att behandla musiker illa. Lennon har i en intervju sagt att Spector hade ett enormt ego och att han behandlade musiker illa. Han  menade att de utnyttjade Spectors känsla för musiken, utan att låta honom komma åt musikerna. Spector ansågs viktig för fansens mottagande av albumet. May Pang har i en intervju bekräftat Spectors ego och att han tryckte ner Lennon.
I december 1973 samarbetade Lennon med Spector för albumet Rock 'n' Roll. Inspelningssessionerna blev legendariska på grund av riklig alkoholkonsumtion. Många musiker i LA ville delta, men snart fick Lennons drickande och Spectors obehagliga beteende (som inkluderade att ta med skjutvapen till studion) sessionerna att urarta. Året efter  var Spector med om en bilolycka och vägrade publicera inspelningarna. Lennon stämde Spector, men när han väl fick tillbaka inspelningarna upptäckte han att det mesta var oanvändbart.
I mars 1974 började Lennon producera Harry Nilssons album Pussy Cats. Namnet valdes för att motverka den "bad boy" bild som paret hade fått i media efter två alkoholincidenter på The Troubadour. Lennon hade bråkat med en servitris under en konsert med Ann Peebles (som vid den tiden hade släppt en av Lennons favoritskivor, 'I Can't Stand The Rain') och två veckor senare kastades Lennon och Nilsson kastades ut från klubben efter att ha hånat the Smothers Brothers. Lennon ansåg att det skulle vara bra om musikerna kunde bo under samma tak så att de skulle komma till studion i tid, så därför hyrdevPang  ett strandhus i Santa Monica till sig själv, Lennon, Nilsson, Ringo Starr och Keith Moon. Pang uppmuntrade även Lennon att hålla kontakt med familj och vänner. Han blev sams med Paul McCartney och de spelade tillsammans för första och enda gången efter splittringen av Beatles (se A Toot and a Snore i '74). Pang arrangerade också ett besök av  Julian Lennon som inte hade sett  sin far på nästan fyra år.
Julian Lennon började träffa sin far mer regelbundet och Lennon gav honom en Gibson Les Paul-gitarr och en trummaskin i julklapp år 1973. Han uppmuntrade Julians intresse för musik och visade honom några ackord. "Pappa och jag umgicks mycket bättre då", sa Julian. "Vi hade väldigt roligt, skrattade mycket och hade en fantastisk tid i allmänhet när han var med May Pang. Mina minnen från den tiden med pappa och May är mycket tydliga – det var den lyckligaste tiden jag kan komma ihåg med dem."
I juni 1974 återvände Lennon och Pang till Manhattan. Lennon slutade dricka och koncentrerade sig på inspelningar. Han hade haft katter medan han bodde i sin moster Mimis hus i Liverpool och Lennon och Pang adopterade två katter som de kallade Major och Minor. Under försommaren arbetade Lennon på albumet Walls and Bridges och paret flyttade in i en takvåning på 434 East 52nd Street. Den 23 augusti hävdade Lennon och Pang att de hade sett ett UFO från sin terrass, som hade en panoramautsikt över Queens. De var tvungna att klättra ut genom köksfönstret för att komma ut på terrassen. De såg ett cirkulärt objekt tyst sväva mindre än 30 meter bort. Lennon ringde Bob Gruen – hans "officiella" fotograf – och berättade vad som hade hänt. Gruen föreslog att Lennon skulle ringa polisen, men Lennon skrattade och sa: "Jag tänker inte ringa upp tidningen och säga: 'Det här är John Lennon och jag såg ett flygande tefat i går kväll.'" Gruen kontaktade den lokala polisen som bekräftade att tre personer hade rapporterat en observation och Daily News uppgav att fem personer hade rapporterat en observation det område där Lennon och Pang bodde. Lennon hänvisar till händelsen i låten "Nobody Told Me".
Walls and Bridges gick upp på första plats på albumlistorna. Den enda singel som var på förstaplats i listorna i USA medan Lennon levde var Whatever Gets You thru the Night. Rösten som viskar Lennons namn på "#9 Dream" tillhör Pang. En annan låt, "Surprise, Surprise (Sweet Bird of Paradox)", skrevs om henne. Julian spelade trummor på albumets sista spår, "Ya Ya". Under inspelningen av Walls and Bridges fick Al Coury, vice president för marknadsföring för Capitol Records, tag på de kaotiska Spector-sessionerna och tog med dem till New York. Lennon slutförde sitt oldies-album Rock 'n' Roll, med samma musiker som han använde på Walls and Bridges. Pang fick en utmärkelse i guld av RIAA för sitt arbete med Walls and Bridges och fortsatte som produktionskoordinator för Lennons Rock 'n' Roll-album, där hon krediterades som "Mother Superior". Pang arbetade också med album av Nilsson, Starr, Elton John och David Bowie.
Vid parets besök hos Mick Jagger på Andy Warhols anläggning i Montauk, New York, såg de en stuga i skotsk stil nära Montauk Point fyr som var till salu och o februari 1975 bad Lennon en fastighetsmäklare att lämna ett anbud på stugan. Samma månad hade  Lennon och Pang också planerat att besöka Paul och Linda McCartney i New Orleans, där Wings spelade in albumet Venus and Mars, men Lennon återförenades med Ono dagen före det planerade besöket, sedan Ono sagt att hon hade ett nytt botemedel mot Lennons rökvanor. Lennon återvände inte hem efter mötet och när Pang ringde nästa dag berättade Ono att Lennon inte var tillgänglig eftersom han var utmattad efter en hypnossession. Två dagar senare återvände Lennon för ett tandläkarbesök. Han var så bedövad och förvirrad att Pang trodde att han hade blivit hjärntvättad. Lennon berättade för Pang att han hade återförenats med Ono och att hans och Pangs förhållande nu var över. Under de kommande åren träffade Pang Lennon några gånger men de återupptog inte förhållandet.
Lennon skulle beklaga denna period offentligt men inte privat. Journalisten Larry Kane, som blev vän med Lennon 1964, skrev en omfattande biografi om honom och kallade perioden ”Lost Weekend”. I intervjun med Kane förklarade Lennon sina känslor om sin tid med Pang: "Du vet Larry, jag kan ha varit den lyckligaste jag någonsin varit ... Jag älskade den här kvinnan (Pang), jag gjorde vacker musik och jag blev så väck av sprit och skit och vad som helst."

## Livet efter Lennon
Pang gifte sig med skivproducenten Tony Visconti år 1989. De fick två barn och skilde sig år 2000.  Pang har fortfarande kontakt med några av personerna från sin tid med Lennon, och Paul McCartney bjöd in henne till Linda McCartneys minnesstund. Hon var inbjuden gäst på The Concert for George 2002 och förblev nära vän till Cynthia Lennon och Lennons första son, Julian Lennon.
Pang är bosatt i New York och tillverkar en serie feng shui-smycken i rostfritt stål. Hon arbetar som volontär för djurskyddsgruppen Animal Haven i New York och har också varit värd för talkshowen "Dinner Specials with Cynthia and May Pang", på blogtalkradio.com, tillsammans med partnern Cynthia Neilson.